# Magar Aszkarian
Magar Aszkarian (ur. 24 marca 1972 w Antiljas) – duchowny Apostolskiego Kościoła Ormiańskiego, od 2014 biskup pomocniczy Teheranu.

## Życiorys
Święcenia kapłańskie przyjął w 2007. Sakrę biskupią otrzymał 26 kwietnia 2014.